# Лисмор (тауншип, Миннесота)
Лисмор (англ. Lismore) — тауншип в округе Ноблс, Миннесота, США. На 2000 год его население составляло 232 человека.

## География
По данным Бюро переписи населения США площадь тауншипа составляет 92,7 км², из которых 92,7 км² занимает суша, водоёмов нет.

## Демография
По данным переписи населения 2000 года здесь находились 232 человека, 76 домохозяйств и 63 семьи.  Плотность населения —  2,5 чел./км².  На территории тауншипа расположено 83 постройки со средней плотностью 0,9 построек на один квадратный километр. Расовый состав населения: 97,41 % белых, 0,43 % — других рас США и 2,16 % приходится на две или более других рас. Испанцы или латиноамериканцы любой расы составляли 1,29 % от популяции тауншипа.
Из 76 домохозяйств в 47,4 % воспитывались дети до 18 лет, в 77,6 % проживали супружеские пары, в 3,9 % проживали незамужние женщины и в 17,1 % домохозяйств проживали несемейные люди. 15,8 % домохозяйств состояли из одного человека, при том 9,2 % из — одиноких пожилых людей старше 65 лет. Средний размер домохозяйства — 3,05, а семьи — 3,44 человека.
36,6 % населения младше 18 лет, 3,4 % в возрасте от 18 до 24 лет, 28,0 % от 25 до 44, 16,8 % от 45 до 64 и 15,1 % старше 65 лет. Средний возраст — 34 года. На каждые 100 женщин приходилось 90,2 мужчин.  На каждые 100 женщин старше 18 приходилось 104,2 мужчин.
Средний годовой доход домохозяйства составлял 33 125 долларов, а средний годовой доход семьи —  33 750 долларов. Средний доход мужчин —  17 500  долларов, в то время как у женщин — 18 750. Доход на душу населения составил 11 805 долларов. За чертой бедности находились 21,3 % семей и 24,3 % всего населения тауншипа, из которых 35,5 % младше 18 и 16,2 % старше 65 лет.